# Thelypteris toganetra
Thelypteris toganetra är en kärrbräkenväxtart som beskrevs av Alan Reid Smith. Thelypteris toganetra ingår i släktet Thelypteris och familjen Thelypteridaceae. Inga underarter finns listade.